# Chiringuito de Pepe
Chiringuito de Pepe es una serie española de televisión de comedia dramática, antes conocida como El chiringuito de Pepe, creada por Curro Velázquez, con idea original de Olga Salvador, Mauricio Romero y Curro Velázquez, producida por Mediaset España, junto con 100 balas para Telecinco. Fue emitida originalmente entre 2014 y 2016 y estuvo protagonizada por Santi Millán, Jesús Bonilla, Begoña Maestre y Dafne Fernández.
Se estrenó el lunes 9 de junio de 2014 en prime time, convenciendo a 4,6 millones de espectadores (24,6%). A mediados de noviembre de 2014 se comenzó a rodar la segunda temporada de la ficción. El 12 de febrero de 2015 se confirma la baja de la actriz Dafne Fernández por motivos económicos. La actriz, no obstante, se mantuvo hasta los últimos episodios y en su sustitución la productora fichó a Patricia Conde. Tras esto, en diciembre de ese mismo 2015, el grupo Mediaset España anunció que no renovaría la serie por una tercera temporada y confirmó que la segunda contaría con 16 episodios. En palabras textuales de un representante de Telecinco, "la serie no tendrá 3.ª temporada, obtenga la audiencia que obtenga."

## Historia
Pepe Leal es el propietario "fritangas" de un chiringuito de playa de mala muerte en Peñíscola, venido a menos. Sergi Roca es un chef galardonado con doce Estrellas Michelín y reconocido en todo el mundo. Cuando Sergi descubre que Pepe Leal no es otro que su padre, promete ayudarle a reflotar el negocio sin desvelar que es el hijo que nunca supo que tuvo. Para ello, tendrá que adaptarse a un estilo de cocina completamente diferente al suyo y lidiar con sus nuevos compañeros: su hermano Vicente, su primo Dani y su ayudante Mati.

## Reparto

### Principales
- Santi Millán como Sergi Roca/Sergi Leal Pozzi
- Jesús Bonilla como José Luis "Pepe" Leal Espósito
- El Langui como Vicente Leal
- Begoña Maestre como Laura Martín Costa
- Dafne Fernández como Matilde "Mati" Herranz
- Adrián Rodríguez como Daniel "Dani" Valiente Leal
- Malcolm Treviño-Sitté como Balotelli
- Andrea Rodríguez como Olivia " Oli" Rodríguez Martín
- Guillermo Estrella como Manuel "Manu" Alejandro Leal
- Blanca Portillo como Mariana Masianet Alonso
- Elena Alférez - Victoria "Vicky" Masianet Lucio (Temporada 2)
- Dani Martínez - David "Kalifornia" (Temporada 2)

### Secundarios
- Marisa Ruiz como Francisca "Paqui" Leal Espósito
- Javivi como Miguel "Miguelo"
- Joaquín Núñez como José Luis Perales
- Malcolm Treviño-Sitté como Balotelli Fasat
- Pablo Castañón como Joaquín "Chimo" Rodríguez
- Laura Sánchez como Alicia (Temporada 1)
- Manu Ríos como Mauricio Martínez (Temporada 1)
- Carmen Russo como Francesca Pozzi (Temporada 1)
- Emilio Gutiérrez Caba como Antxón Urrutia (Temporada 1)
- Carlos Álvarez-Nóvoa como Antón Leal "El Abuelo" (Temporada 1)
- Aitor Mazo como Mochales (Temporada 1)
- Agustín Jiménez como Janfri (Temporada 1)
- Carlos Santos como Fermín Pons (Temporada 1)
- Enrique Villén como Don Francisco (Temporada 2)
- Daniel Albaladejo como Francisco José Buitrago "El Ternerilla" (Temporada 2)
- Luis Zahera como Teniente José Colman (Temporada 2)
- Karra Elejalde como Gaskon Gerrikagoitia (Temporada 2)
- Martin Berasategui como él mismo (Temporada 2)
- Pepe Viyuela como Camilo (Temporada 2)
- Yolanda Ramos como Eugenia Barranco (Temporada 2)
- Patricia Conde como Mónica Torrent (Temporada 2)
- Julián Valcárcel como Braulio (Temporada 2)

## Episodios
| Temporada | Temporada | Episodios | Estreno            | Final                | Audiencia media | Audiencia media | Audiencia media |
| Temporada | Temporada | Episodios | Estreno            | Final                | Espectadores    | Cuota           |                 |
| --------- | --------- | --------- | ------------------ | -------------------- | --------------- | --------------- | --------------- |
|           | 1         | 10        | 9 de junio de 2014 | 6 de octubre de 2014 | 3 625 000       | 21,2%           |                 |
|           | 2         | 16        | 4 de enero de 2016 | 18 de abril de 2016  | 2 233 000       | 13,0%           |                 |
| Total     | Total     | 26        | 9 de junio de 2014 | 18 de abril de 2016  | 2 768 000       | 16,2%           |                 |

### Primera temporada (2014)
| N.º (serie) | Título                         | Director(es)                     | Guionista(s) | Fecha de emisión         | Audiencia         |
| ----------- | ------------------------------ | -------------------------------- | --- | ------------------------ | ----------------- |
| 1           | «Socios»                       | Jesús Colmenar y Jesús del Cerro | Curro Velázquez, Emilio Díez, Jorge Márquez, Mauricio Romero, Olga Salvador y Humberto Ortega                              | 9 de junio de 2014       | 4 656 000 (24,6%) |
| 2           | «Almas gemelas»                | Jesús Colmenar                   | Curro Velázquez, Emilio Díez, Diego San José, Jorge A. Lara, Javier Reguilón, Esther Morales, Alba Lucío y Humberto Ortega | 16 de junio de 2014      | 4 287 000 (22,7%) |
| 3           | «Un respeto al espeto»         | Jesús Colmenar                   | Humberto Ortega, Curro Velázquez, Emilio Díez, Diego San José y Javier Reguilón                                            | 23 de junio de 2014      | 4 118 000 (27,4%) |
| 4           | «El chiringuito de Sergi Roca» | Carlos Therón                    | Humberto Ortega, Curro Velázquez y Esther Morales                                                                          | 7 de julio de 2014       | 4 045 000 (24,7%) |
| 5           | «Abierto por vacaciones»       | Carlos Therón                    | Alba Lucío, Esther Morales y Humberto Ortega                                                                               | 14 de julio de 2014      | 3 934 000 (24,7%) |
| 6           | «El crítico»                   | Jesús Colmenar                   | Alba Lucío, Esther Morales, Javier Reguilón y Mauricio Romero                                                              | 8 de septiembre de 2014  | 2 701 000 (16,2%) |
| 7           | «El día del santo»             | Carlos Therón                    | Alba Lucío, Esther Morales, Javier Reguilón y Humberto Ortega                                                              | 15 de septiembre de 2014 | 3 088 000 (18,5%) |
| 8           | «Desde 1914»                   | Jesús Colmenar                   | Alba Lucío, Esther Morales, Javier Reguilón, Humberto Ortega y Montero & Maidagán                                          | 22 de septiembre de 2014 | 3 170 000 (18,3%) |
| 9           | «La terracita de Pepe»         | Carlos Therón                    | Alba Lucío, Javier Reguilón, Humberto Ortega, Tom Fernández, Alberto Manzano, Jaime Vaca y Jon Sagalá                      | 29 de septiembre de 2014 | 3 159 000 (18,7%) |
| 10          | «Familia»                      | Jesús Colmenar                   | Alba Lucío, Javier Reguilón, Humberto Ortega, Alberto Manzano, Jaime Vaca y Jon Sagalá                                     | 6 de octubre de 2014     | 3 096 000 (17,8%) |

### Segunda temporada (2016)
| N.º (serie) | Título                              | Director(es)           | Guionista(s)                                                                | Fecha de emisión      | Audiencia         |
| ----------- | ----------------------------------- | ---------------------- | --------------------------------------------------------------------------- | --------------------- | ----------------- |
| 1           | «Tradición»                         | Jesús Colmenar         | Humberto Ortega, Jon Sagalá y Javier Reguilón                               | 4 de enero de 2016    | 2 951 000 (15,6%) |
| 2           | «Una odisea en el Chiringuito»      | Juan González          | Almudena Ocaña, Alberto Manzano, Humberto Ortega y Javier Reguilón          | 11 de enero de 2016   | 2 613 000 (14,2%) |
| 3           | «Operación Mondongo»                | Carlos Therón          | Alba Lucío, Jaime Vaca, Tom Fernández, Humberto Ortega y Javier Reguilón    | 18 de enero de 2016   | 2 505 000 (14,0%) |
| 4           | «El gen fritanga»                   | Carlos Therón          | Jon Sagalá, Humberto Ortega y Javier Reguilón                               | 25 de enero de 2016   | 2 264 000 (13,0%) |
| 5           | «La ley de Newton»                  | Juan González          | Almudena Oliva, Alberto Manzano, Humberto Ortega y Javier Reguilón          | 1 de febrero de 2016  | 2 363 000 (13,5%) |
| 6           | «El coco negro»                     | Antonio Recio Beladiez | Alba Lucío, Jaime Vaca, Humberto Ortega y Javier Reguilón                   | 8 de febrero de 2016  | 2 411 000 (13,7%) |
| 7           | «Reunión de ministros»              | Carlos Therón          | Ignasi Rubio, Jon Sagalá, Humberto Ortega y Javier Reguilón                 | 15 de febrero de 2016 | 2 299 000 (12,5%) |
| 8           | «Gastrópolis»                       | Rafa Parbus            | Jaime Vaca, Esther Morales, Alba Lucío, Humberto Ortega y Javier Reguilón   | 22 de febrero de 2016 | 2 337 000 (12,8%) |
| 9           | «Duda razonable»                    | Juan González          | Ignasi Rubio, Esther Morales, Alba Lucío, Humberto Ortega y Javier Reguilón | 29 de febrero de 2016 | 2 173 000 (12,6%) |
| 10          | «Peñiscola»                         | Carlos Therón          | Jaime Vaca, Alba Lucío, Humberto Ortega y Javier Reguilón                   | 7 de marzo de 2016    | 2 053 000 (11,7%) |
| 11          | «El perfecto boy scout»             | Antonio Recio Beladiez | Jon Sagalá, Esther Morales, Humberto Ortega y Javier Reguilón               | 14 de marzo de 2016   | 1 977 000 (12,2%) |
| 12          | «La Alcachofa Cup»                  | Juan González          | Jon Sagalá, Esther Morales, Humberto Ortega y Javier Reguilón               | 21 de marzo de 2016   | 2 111 000 (12,9%) |
| 13          | «Pocerito, el niño del Consistorio» | Juan González          | Jon Sagalá, Esther Morales, Humberto Ortega y Javier Reguilón               | 28 de marzo de 2016   | 2 173 000 (12,2%) |
| 14          | «El último mirlo blanco»            | Juanma Pachón          | Alba Lucío, Jaime Vaca, Humberto Ortega y Javier Reguilón                   | 4 de abril de 2016    | 1 901 000 (11,9%) |
| 15          | «Judas lleva peluquín»              | Antonio Recie Beladiez | Alba Lucío, Jon Sagalá, Esther Morales, Humberto Ortega y Javier Reguilón   | 11 de abril de 2016   | 1 846 000 (12,7%) |
| 16          | «El ingrediente más importante»     | Carlos Therón          | Alba Lucío, Humberto Ortega y Javier Reguilón                               | 18 de abril de 2016   | 1 756 000 (12,4%) |

### Evolución de audiencias
| Temporada | Temporada | Episodio número | Episodio número | Episodio número | Episodio número | Episodio número | Episodio número | Episodio número | Episodio número | Episodio número | Episodio número | Episodio número | Episodio número | Episodio número | Episodio número | Episodio número | Episodio número |
| Temporada | Temporada | 1               | 2               | 3               | 4               | 5               | 6               | 7               | 8               | 9               | 10              | 11              | 12              | 13              | 14              | 15              | 16              |
| --------- | --------- | --------------- | --------------- | --------------- | --------------- | --------------- | --------------- | --------------- | --------------- | --------------- | --------------- | --------------- | --------------- | --------------- | --------------- | --------------- | --------------- |
|           | 1         | 4.656           | 4.287           | 4.118           | 4.045           | 3.934           | 2.701           | 3.088           | 3.170           | 3.159           | 3.096           | —               | —               | —               | —               | —               | —               |
|           | 2         | 2.951           | 2.613           | 2.505           | 2.264           | 2.363           | 2.411           | 2.299           | 2.337           | 2.173           | 2.053           | 1.977           | 2.111           | 2.173           | 1.901           | 1.846           | 1.756           |

## Producción
A finales de julio de 2013, se dio a conocer que Telecinco preparaba un nuevo proyecto de ficción, titulado como El Chiringuito, desarrollado por la compañía audiovisual de Flipy. A su vez, se informó que «se encontraba en fase de localización por varias localidades de la costa mediterránea».
En agosto de 2013, varios portales de Internet publicaron que Mediaset España no aseguraba todavía la continuidad de Frágiles para una tercera temporada, por lo que decidió seguir adelante con la puesta en marcha de El Chiringuito, Santi Millán protagonizaría junto a Jesús Bonilla y Blanca Portillo esta nueva comedia.

## Controversia
Antes del estreno, el nombre iba a ser El Chiringuito de Pepe. Sin embargo, el periodista Josep Pedrerol informó, y posteriormente denunció, que Mediaset España no podía usar ese nombre porque Josep posee los derechos de la marca El Chiringuito, que estaba usando para el programa El chiringuito de Jugones y cuyos derechos son de Atresmedia. Debido a esta polémica y posible pérdida de demanda por parte de Telecinco, dicieron cambiar el nombre por Chiringuito de Pepe, omitiendo el artículo "el", para que se pareciera menos. Finalmente, Telecinco ganó el litigio en septiembre de 2014. La Oficina Española de Patentes y Marcas determinó que hay suficientes diferencias fonéticas y denominativas entre ellos, que la coletilla de Pepe aporta a la nueva marca una singularidad y diferenciación semántica y que teniendo en cuenta las diferencias existentes entre los elementos de ambos productos, se considera que su convivencia en el mercado no generará riesgo de confusión para los consumidores.